# Eternal Love
「Eternal Love」（エターナル ラブ）は、EXILE TAKAHIROの3枚目のシングル。2017年10月4日にrhythm zoneから発売。

## 概要
前作「Love Story」から3年7か月ぶりのシングル。「CD+DVD」「CDのみ」の2形態で発売。
音楽プロデューサーに亀田誠治を迎えて制作された。ジャケット写真はスタイリストの野口強プロデュースのもと、カメラマンのTAKAYが撮り下ろした。ミュージックビデオは堤幸彦が手掛けた。

## 収録曲

### CD
1. Eternal Love [4:13]
作詞：TAKAHIRO / 作曲：春川仁志 / 編曲：亀田誠治
  - ハウステンボス「光の王国」CMソング[3]
2. SUNSET KISS [4:15]
作詞・作曲：TAKAHIRO / 編曲：亀田誠治
3. Eternal Love（Instrumental）
4. SUNSET KISS（Instrumental）

### DVD
1. Eternal Love（Music Video）